# Zanola impedita
Zanola impedita är en fjärilsart som beskrevs av Paul Dognin 1916. Zanola impedita ingår i släktet Zanola och familjen silkesspinnare. Inga underarter finns listade i Catalogue of Life.